# Marcus Vettius Bolanus (Konsul 66)
Marcus Vettius Bolanus (wahrscheinlich * um 25; † um 93) war ein römischer Senator, Militär und Suffektkonsul.

Partherkrieg 61–63 mit den Truppen von Corbulo.

Die politisch-militärische Lage 68/9 mit den Einflussgebieten der vier Prätendenten.

Nach Werner Eck wahrscheinlich in Norditalien geboren, war er wohl ein homo novus. Unter Gnaeus Domitius Corbulo kommandierte er 62 n. Chr. eine Legion in Armenia. Statius behauptet, dass er die rechte Hand von Corbulo gewesen sei. Anthony R. Birley hält es auf Grund einer Inschrift für möglich, dass Bolanus danach für ein Jahr Prokonsul in Macedonia war. Von September bis Dezember 66 n. Chr. amtierte er zusammen mit Marcus Arruntius Aquila als Suffektkonsul. Vitellius, dem er sich angeschlossen hatte, schickte ihn 69 n. Chr. von Lugdunum nach Britannien als legatus, nachdem sein Vorgänger im Amt, Marcus Trebellius Maximus, aus Furcht vor meuternden Soldaten der Legio XX Valeria Victrix Britannien fluchtartig verlassen hatte. Bolanus war bei den Soldaten beliebter, allerdings hielt Tacitus Bolanus zuerst inertia („Trägheit“), vor, die allerdings der schwierigen militärischen Gesamtlage geschuldet war. Einerseits sollte er die britannischen Stämme in Schach halten, andererseits hatte er Vitellius im Vierkaiserjahr mit eigenen Verbänden zu unterstützen. Tacitus hält es für möglich, dass Bolanus’ Handeln auch durch seine schwankende Haltung Vitellius gegenüber begründet war. Nach Tacitus und Statius ist es plausibel, dass er doch noch erfolgreich militärische Operationen gegen die Briganten durchführen ließ. Im Frühjahr 71 n. Chr. wahrscheinlich folgte ihm Quintus Petillius Cerialis als Statthalter. Er kehrte nach Italien zurück und wurde 73/4 n. Chr. von Vespasian zum Patrizier erhoben. 75/6 n. Chr. war er proconsul in der Provinz Asia.
Anders als Edmund Groag halten Anthony R. Birley, Ronald Syme und Werner Eck Marcus Vettius Bolanus (Konsul 111) und Gaius Clodius Crispinus für seine Söhne.